# Dialeurolonga bambusicola
Dialeurolonga bambusicola là một loài côn trùng cánh nửa trong họ Aleyrodidae, phân họ Aleyrodinae.
Dialeurolonga bambusicola được Takahashi miêu tả khoa học đầu tiên năm 1951.